# Kongresshaus Zürich

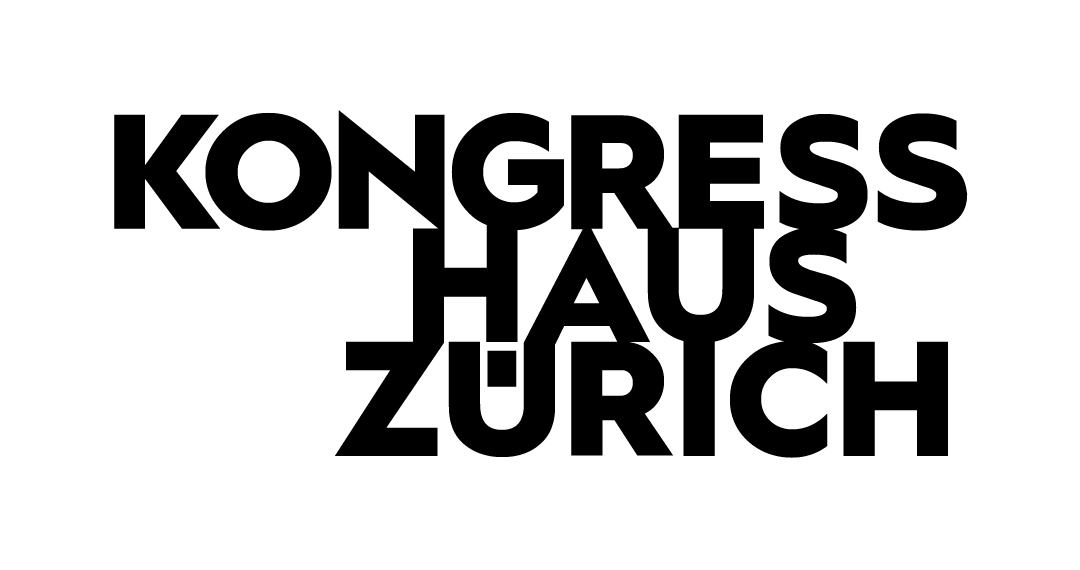
Logo des Kongresshauses

Das Kongresshaus Zürich steht in Zürich am General-Guisan-Quai (früher Alpenquai), am linken Zürichseeufer zwischen der Claridenstrasse und der Beethovenstrasse. Es bietet 20 Räumlichkeiten mit insgesamt 5300 m2 Veranstaltungsfläche für Tagungen, Kongresse oder Messen sowie ein Streaming-Studio und ein Restaurant mit Loungebar (LUX Restaurant & Bar). Im grössten Raum, dem Kongressaal, finden bei Theaterbestuhlung bis zu 1125 Personen Platz.
Der Bau umfasst auch die Herzstücke der 1893–1895 erbauten «neuen Tonhalle» (die die alte Tonhalle auf dem heutigen Sechseläutenplatz ersetzte), nämlich den grossen und den kleinen Tonhalle-Saal (Tonhalle Zürich). Er wurde zwischen 2017 und 2021 instand gesetzt. Alle Räume können auf der Webseite des Kongresshaus Zürich virtuell begangen werden.

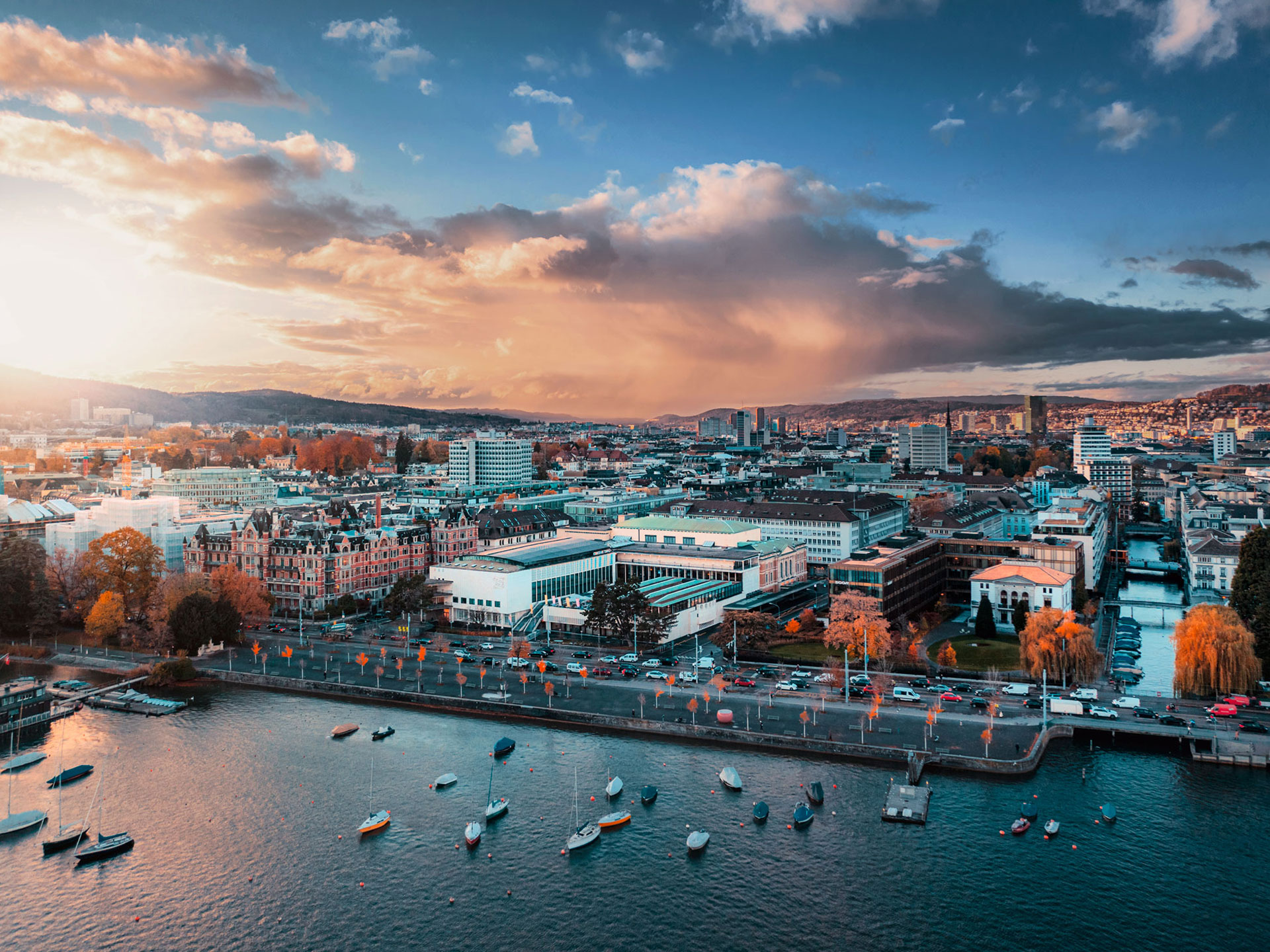
Das Kongresshaus Zürich aus der Vogelperspektive mit dem Zürichsee im Vordergrund (2021)

## Geschichte
Das Kongresshaus Zürich wurde in den Jahren 1937 bis 1939 erbaut. Verantwortliche Architekten waren Max Ernst Haefeli, Werner Max Moser und Rudolf Steiger, die unter anderem auch die Werkbundsiedlung Neubühl, das Universitätsspital Zürich, das Freibad Allenmoos sowie das Hochhaus zur Palme gebaut hatten. Zusammen mit der Tonhalle, erbaut von Ferdinand Fellner und Hermann Gottlieb Helmer im Stil des Historizismus der 1880er-Jahre, bildet das Kongresshaus einen Gebäudekomplex.
Baugeschichte und Architektur des Kongresshauses sind eng mit der Schweizerischen Landesausstellung 1939 verbunden. Die Verantwortlichen wollten den Bau bis zur Ausstellungseröffnung fertiggestellt haben. Der Zeitdruck, zusammen mit dem beschränkten und heiklen Baugelände auf dem nach Plänen von Stadtingenieur Arnold Bürkli aufgeschütteten Seegebiet, erschwerten die Aufgabe. Als Gründe für den Zeitdruck beim Bau gelten neben dem repräsentativen Effekt auf die Landesausstellung hin auch die damalige schwierige wirtschaftliche Situation mit zahlreichen Arbeitslosen. Der Bau war nicht zuletzt auch eine Arbeitsbeschaffungsmassnahme.

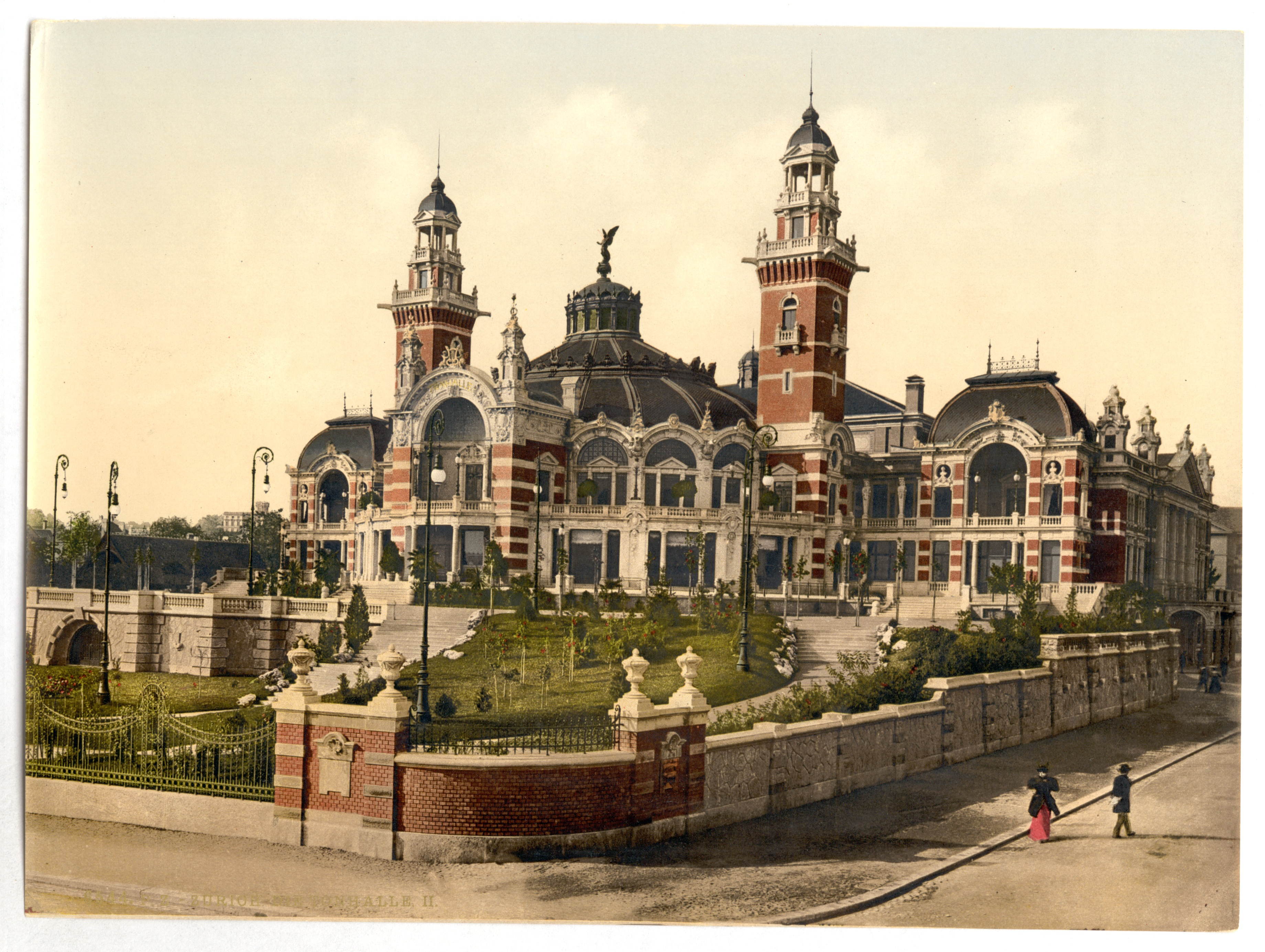
Die «Neue Tonhalle» am Alpenquai (heute General-Guisan-Quai) in Zürich um 1900. 1893–1895 vom Wiener Architekturbüro Fellner & Helmer erbaut

Eine weitere Erschwernis war der Abbruch des Vorgängerbaus. In Zürichs Belle époque, von 1893 bis 1895, hatten die Wiener Architekten Ferdinand Fellner der Jüngere und Hermann Helmer diesen Mittelpunkt des gesellschaftlichen Lebens nach einem heftig umstrittenen Architekturwettbewerb erbaut. Es war ein Palastbau im Stil des Historismus, mit Sälen, Pavillon und Restaurant, inspiriert vom Palais du Trocadéro in Paris und anderen Prachtbauten Europas. Mit Ausnahme der Konzertsäle musste dieser Palast 1937 dem Neubau des Kongresshauses weichen.
Dieser Zeitdruck führte dazu, dass die bestehende «neue» Tonhalle mit den beiden Sälen erhalten blieb, was damals nicht unumstritten war. Heute gilt die Akustik dieser Säle als weltweit einmalig. Kongresshaus und Tonhalle Zürich sind als überkommunale Schutzobjekte eingestuft und stehen unter Denkmalschutz.

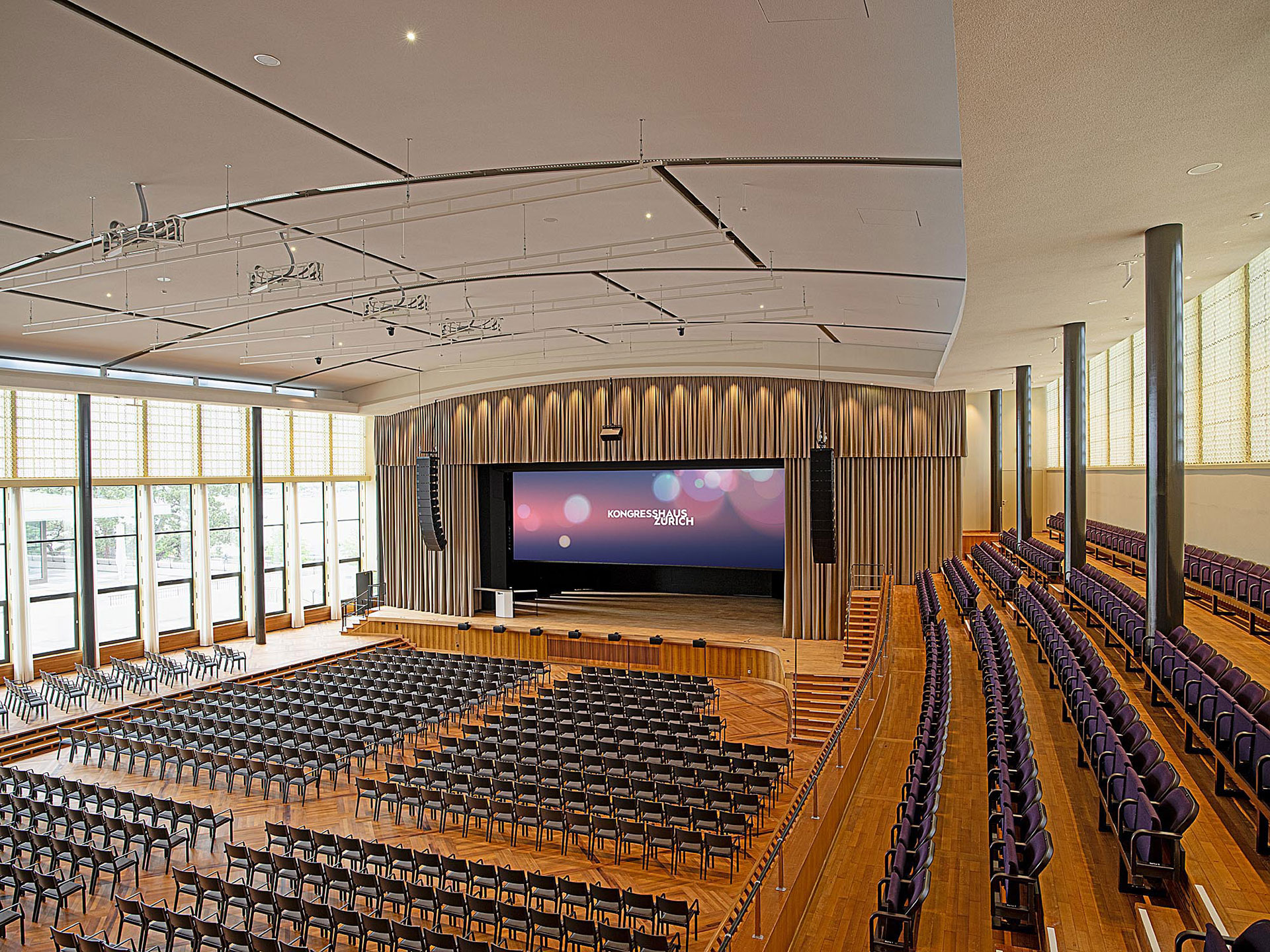
Der Kongresssaal bietet als grösster Veranstaltungsraum im Haus bis zu 1125 Personen Platz. (2021)

### Neubauüberlegungen

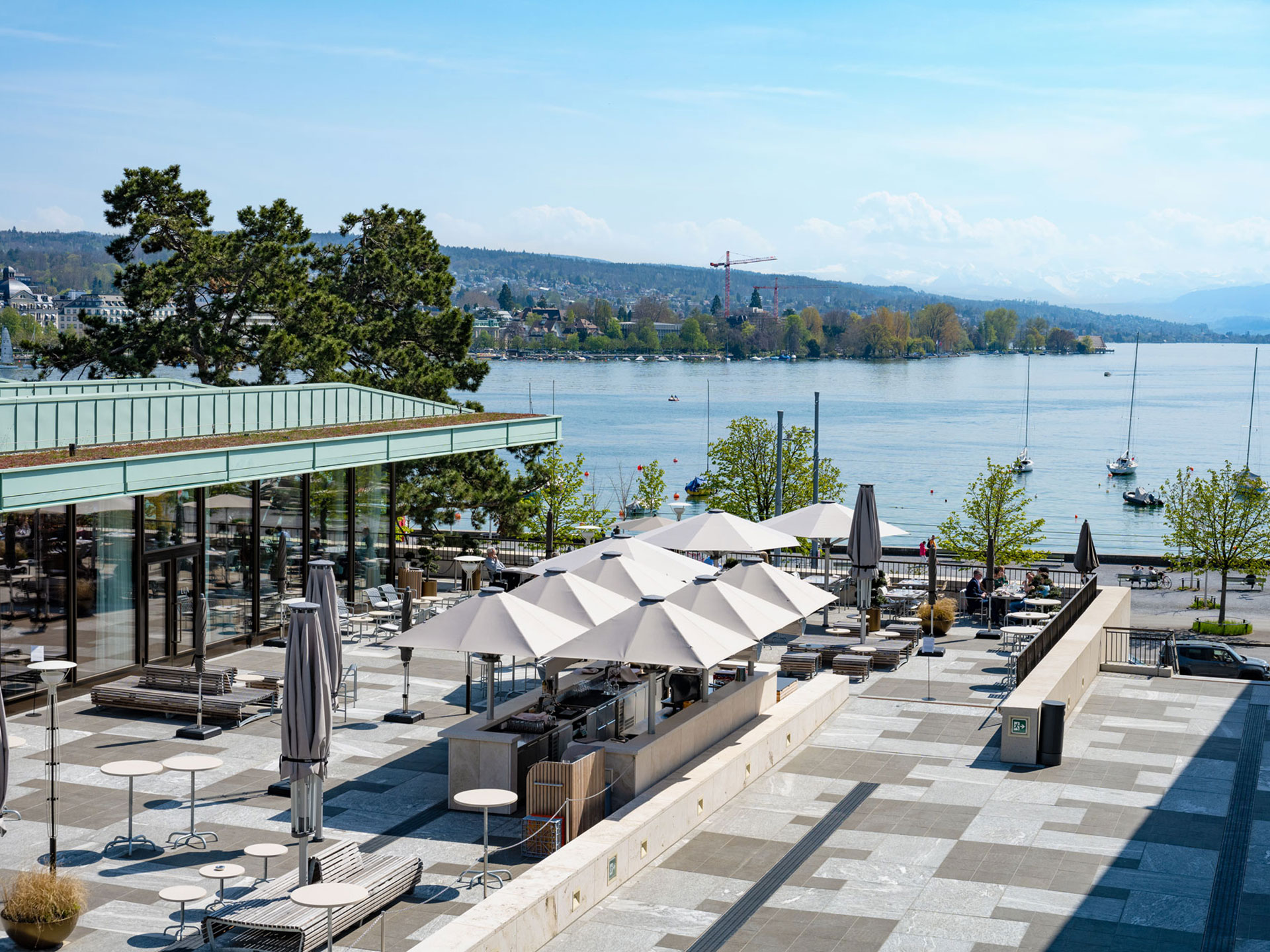
Die seit 2021 wieder freigestellte Terrasse mit Blick auf den Zürichsee. (2021)

Bis 2008 war ein umstrittener Neubau des spanischen Architekten Rafael Moneo geplant. Kritiker des Projekts bemängelten, dass sich der Bau architektonisch nicht in die anderen Bauten (z. B. das «Rote Schloss») einfüge. Zudem gab es Stimmen, welche die Architektur des aktuellen Kongresshaus erhalten wollten.
Das Neubauprojekt wurde in der Volksabstimmung vom 1. Juni 2008 deutlich abgelehnt.

### Instandsetzungsprojekt
Im Juni 2013 gab der Zürcher Stadtrat bekannt, auf alle Neubaupläne zu verzichten und Kongresshaus samt Tonhalle einer Sanierung und teilweisen Erweiterung zu unterziehen. Im Juni 2016 wurde ein entsprechendes, von 2017 bis 2021 zu realisierendes Projekt vom Stimmvolk deutlich gutgeheissen. Das Projekt wurde unter der baulichen Leitung von Jaeger Baumanagement AG gemeinsam mit den Architekten der Architektengemeinschaft Boesch Diener durchgeführt, als Bauherrschaft fungiert die Kongresshausstiftung Zürich AG.
Instandgesetzt wurden sämtliche Räumlichkeiten des Gesamtbaus inklusive der Aussenhülle sowie der gastronomischen und sanitären Einrichtungen.
Neben der Renovation sämtlicher Gebäudeteile wurden bauliche Massnahmen vorgenommen. Dabei handelt es sich zum Teil um Rückbauten des Umbaus in den 1980er-Jahren:
- Entfernung der Trennwand im hinteren Vestibülteil, damit wird dieses wieder durchgängig
- Einlass eines Atrium-Gartens neben dem Vestibül
- Neuorganisation und komplette Neugestaltung der Gartensääle
- Blumenfenster (Kunst am Bau) im Erdgeschoss
- Entfernung des «Panoramasaal»-Aufbaus auf der Terrasse
- Unterbringung des Restaurants im 1. Obergeschoss mit Terrassenanschluss und eigenem Aufgang von der Claridenstrasse
- Ununterbrochene Fensterfront an der Ostwand des Kongresssaals

Ausserdem wurde das Gebäude betreffend Erdbebensicherheit, Brandschutz und Gebäudetechnik saniert.

### Technische Ausstattung
Das Kongresshaus Zürich verfügt über eine eigene Glasfaserstruktur, ein Streaming-Studio mit TV-Kameras, einem Kamerakran und einer 33 m2 grossen LED-Wand. Der Kongressaal verfügt als Besonderheit über eine Beschallung mittels Beam-Steering-Technologie und eine Panorama-Projektion. Des Weiteren stehen für alle Räume mobile LED-Wände zur Verfügung.

### Barrierefreiheit
Alle Veranstaltungsräume im Haus sind mit dem Rollstuhl direkt erreichbar, es stehen Rollstuhlplätze zur Verfügung. Induktive Höranlagen machen Audiosignale für schwerhörige Menschen mit entsprechenden Hörgeräten zugänglich. Die Begleitung durch Blindenführhunde ist gestattet.

### Nachhaltigkeit
Im Untergeschoss beherbergt das Kongresshaus eine im Jahr 2020 in Betrieb genommene Seewasserzentrale, wo die Energie des Seewassers in Wärme oder Kälte für das Kongresshaus sowie benachbarte Gebäude umgewandelt wird. Betreiberin der Seewasserzentrale ist das Elektrizitätswerk der Stadt Zürich.
Das Kongresshaus Zürich ist durch ClimatePartner Switzerland AG seit Juni 2019 als «Klimaneutrales Kongresshaus» zertifiziert.

### Provisorium und Neueröffnung 2021
Vom Herbst 2017 bis im Sommer 2021, während der Zeit des Umbaus, spielte das Tonhalle-Orchester in der «Tonhalle Maag» im Zürcher Industriequartier im Kreis 5. Das Provisorium bestand aus einer aufwendig erstellten Holzbox, die für 10 Millionen Franken in eine bestehende Halle hineingestellt wurde. Der Bau wurde auch international für seine Klangqualität gerühmt. Trotz intensiver Suche konnte für die Zeit nach dem Sommer 2021 kein neuer Betreiber gefunden werden. Aus dem Konzertsaal soll nun ein Lichtmuseum werden, ein Museum für «immersive Kunst». Die seitlichen Balkone und der Chorbalkon werden entfernt, die Holzbox-Konstruktion bleibt erhalten.
Am 15. September 2021 fand das Eröffnungskonzert der renovierten Tonhalle mit Paavo Järvi, dem Chefdirigenten des Tonhalle-Orchesters, statt, sowie am 25. September eine Orgelnacht zur Einweihung der neu erbauten Orgel (siehe unten).
Fotogalerie

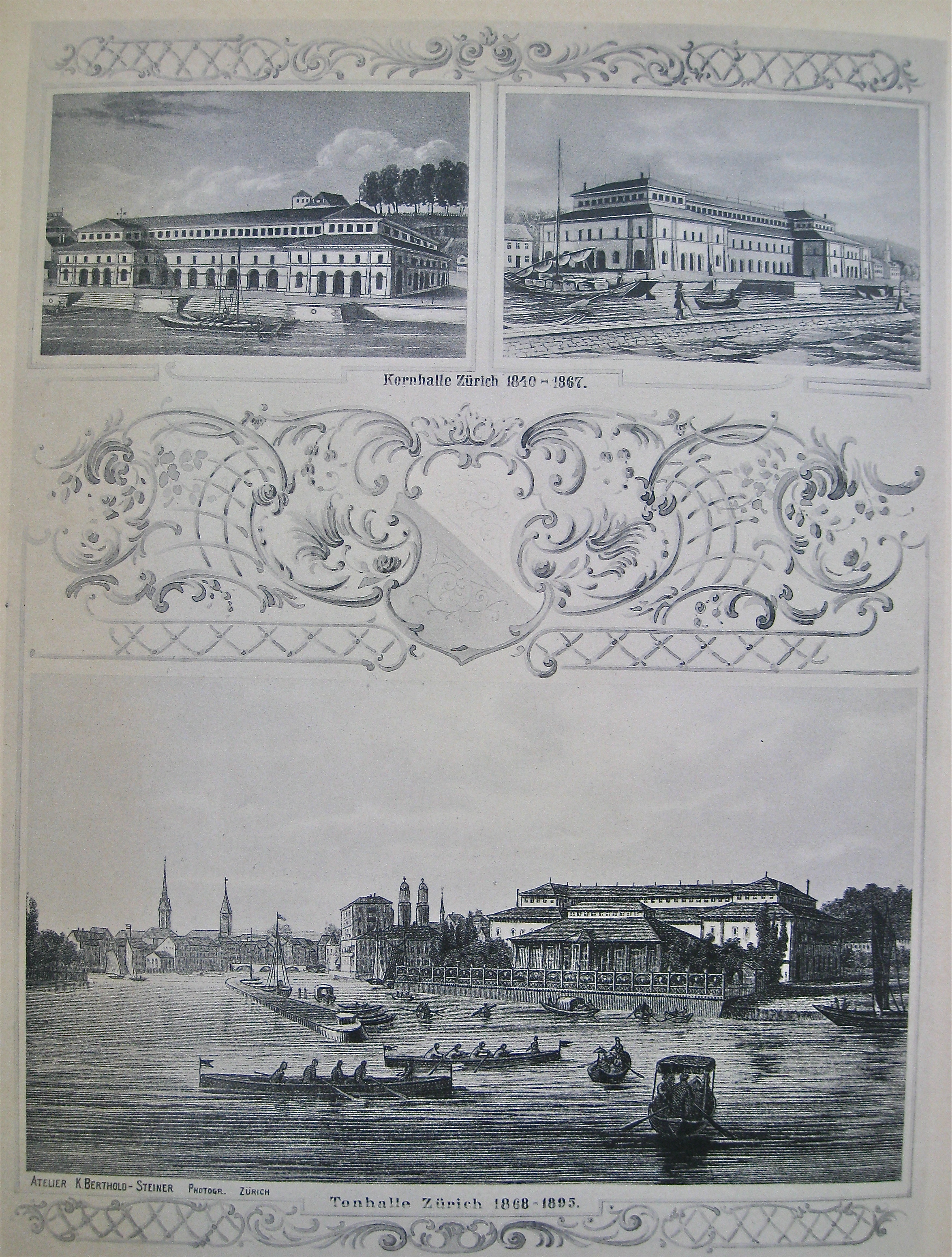
Konzertsaal 1840–1867 (oben); «Alte Tonhalle», 1868–1895 (unten)
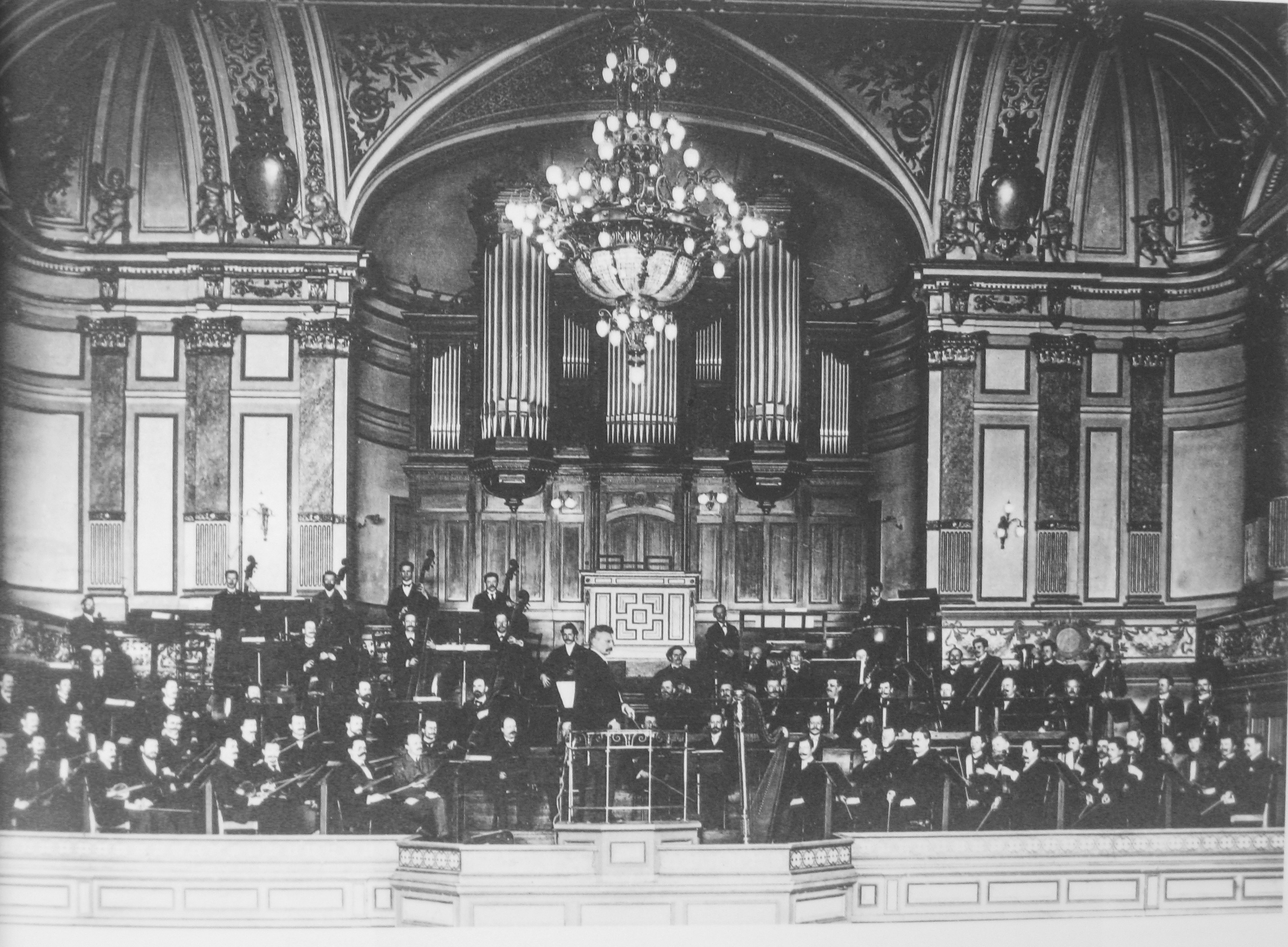
Die Tonhalle Zürich mit Orchester um 1900
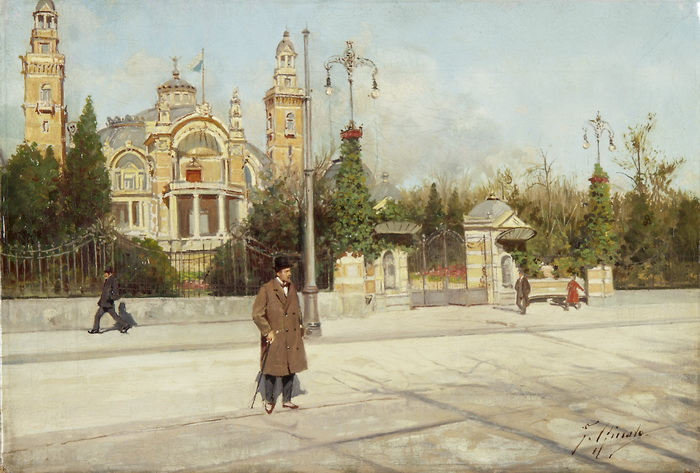
Vor der «Neuen Tonhalle», Gemälde von Fausto Giusto
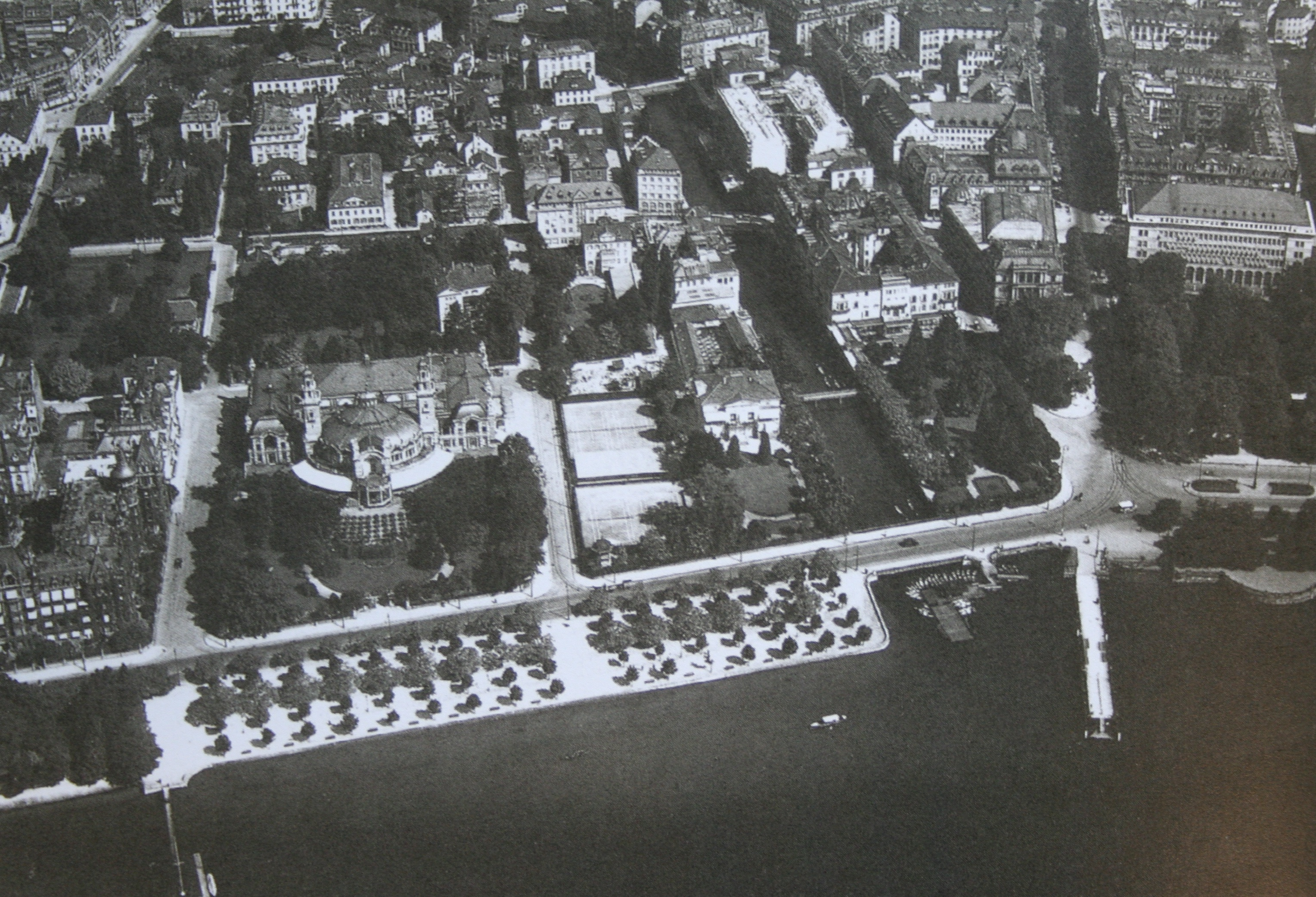
Das Alpenquai mit der «Neuen Tonhalle» 1929, Aufnahme von Walter Mittelholzer
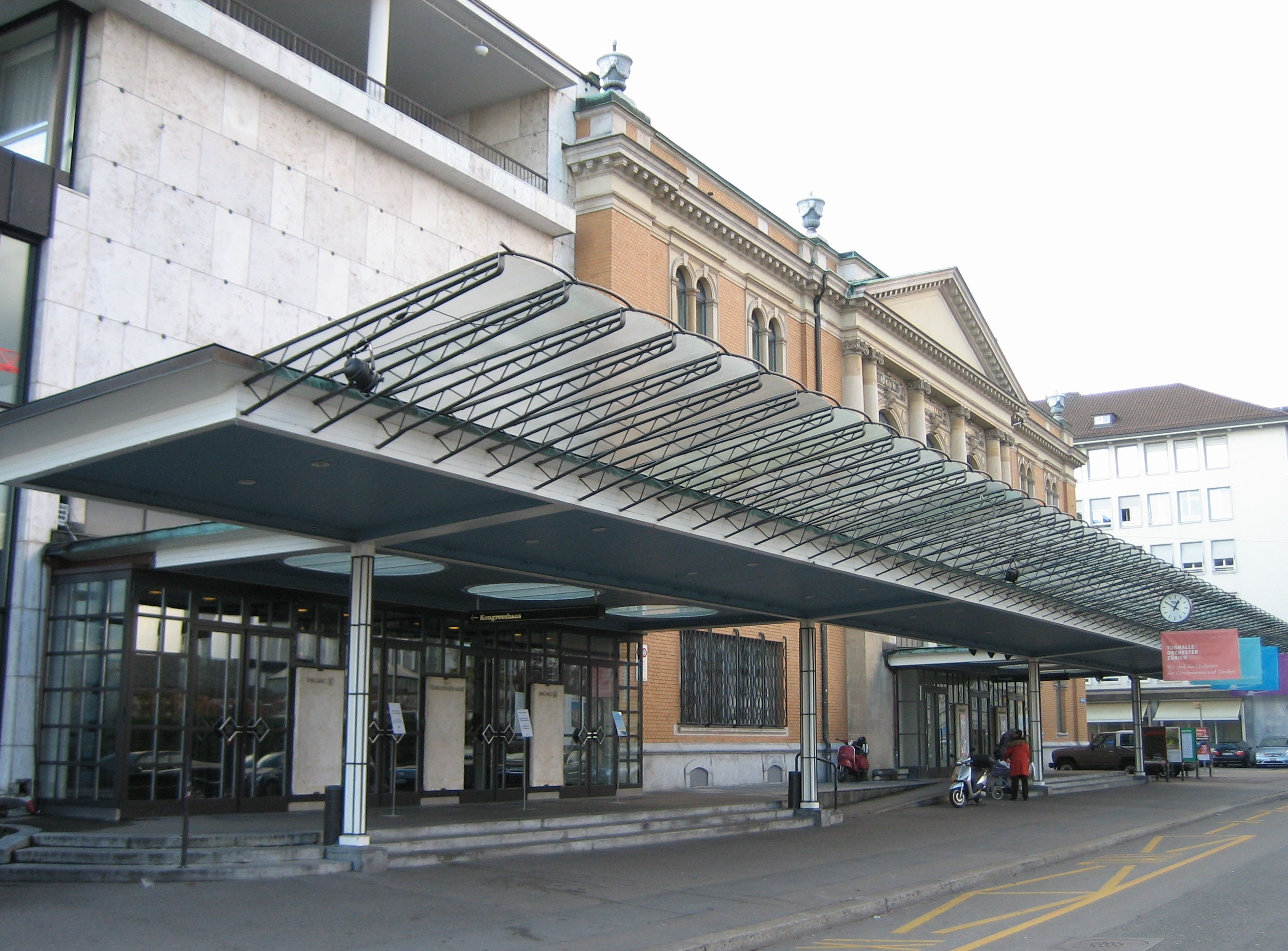
Eingang zum Kongresshaus an der Claridenstrasse, hinten der Eingang zur Tonhalle (2008)

## Orgel

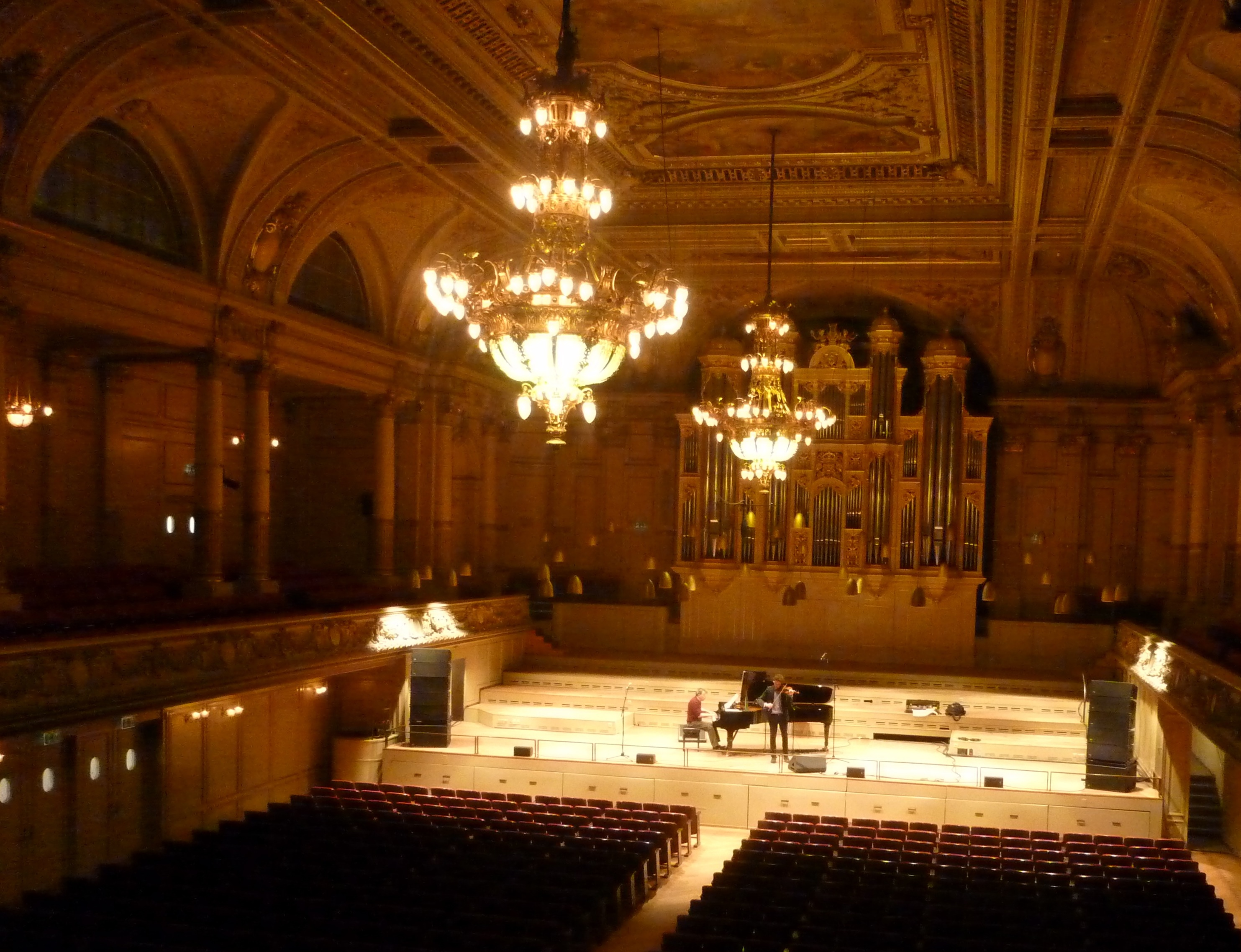
Grosser Saal der Tonhalle (2011)

Details siehe Tonhalle Zürich/Orgel

### Erste Kuhn-Orgel
Die erste Orgel im Tonhallesaal wurde im Jahr 1872 von Orgelbau Kuhn errichtet. Sie steht heute in der Zürcher Neumünster-Kirche (siehe Orgel).

### Kleuker/Steinmeyer-Orgel (1988–2017)
Die bis 2017 im grossen Saal der Tonhalle bestehende Orgel wurde in den Jahren 1987 bis 1988 von den Orgelbauern Kleuker und Steinmeyer erbaut. Bei der Disposition war der Organist Jean Guillou beratend tätig.

### Neue Kuhn-Orgel (2021)
Die Firma Orgelbau Kuhn erbaute eine neue Konzertorgel,
die am 23. September 2021 eingeweiht wurde.